# 제임스 뷰캐넌 이즈
제임스 뷰캐넌 이즈(James Buchanan Eads, 1820년 5월 23일 ~ 1887년 3월 8일)는 미국의 토목 기사이자 발명가이다. 그는 50개 이상의 특허를 보유했으며 국제적으로도 유명했다. 그는 세인트루이스의 미시시피강에 있는 이즈 교를 설계하고 건설했으며, 이 교량은 미국 국립역사기념물로 지정되었다.

## 초기 생애 및 교육
이즈는 로렌스버그 (인디애나주)에서 태어났으며, 어머니의 사촌이자 훗날 미국 대통령이 된 제임스 뷰캐넌의 이름을 따서 명명되었다. 이즈의 아버지 토머스 C. 이즈는 재산을 모으려 했으나 성공하지 못했고, 가족은 여러 번 이사를 다녔다. 이즈는 세인트루이스 (미주리주)에서 자랐다. 1833년 세인트루이스에 상륙할 때 증기선 화재로 가족의 모든 소유물을 잃었다. 세인트루이스에서의 토머스 이즈의 사업은 실패했고, 그는 가족을 버리고 강 상류로 이사했다.
제임스 이즈는 주로 독학했다. 13세에 학교를 그만두고 가족을 부양하기 위해 일을 시작했다. 그는 누이와 하숙집을 운영하던 어머니를 돕기 위해 세인트루이스 거리에서 사과를 팔았다. 그의 첫 직업 중 하나는 배럿 윌리엄스가 운영하는 윌리엄스 앤 두링 잡화점에서였다. 윌리엄스는 어린 이즈가 가게 위에 있는 자신의 서재에서 시간을 보내도록 허락했다. 이즈는 여가 시간에 자연과학, 역학, 기계, 토목 공학에 관한 책을 읽었다. 훗날 이즈가 성공하고 윌리엄스가 어려움을 겪었을 때, 이즈는 윌리엄스의 노년을 편안하게 해 줄 돈을 제공함으로써 윌리엄스의 관대함에 보답했다.

## 가족

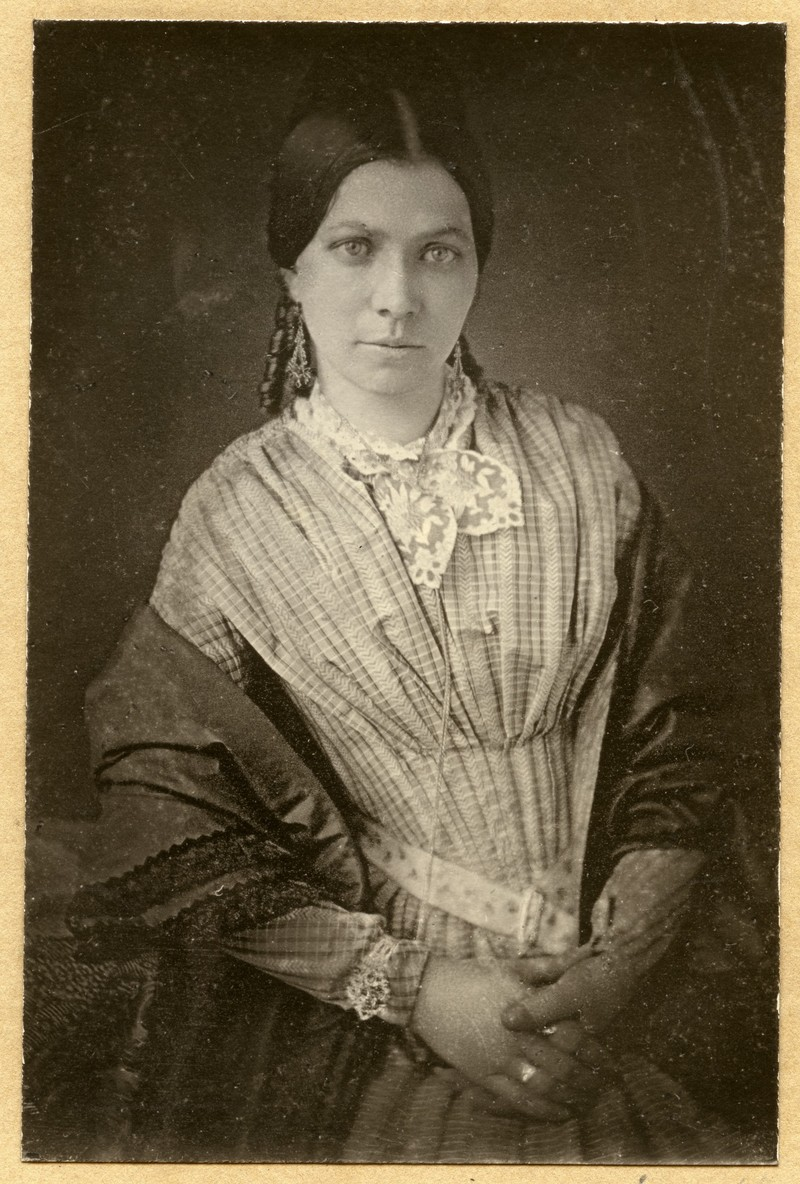
제임스 B. 이즈의 아내 마사 딜런 이즈의 사진 초상화.

1842년경, 이즈는 결혼으로 친척 관계인 마사 딜런과 사랑에 빠졌다. 마사의 아버지는 세인트루이스의 저명한 사업가 패트릭 딜런이었다. 패트릭은 마사가 돈과 영향력 있는 사람과 결혼하기를 원했기 때문에 그 커플을 승인하지 않았다. 1845년 10월, 제임스와 마사는 아버지의 동의 없이 결혼했다.
이즈가 세인트루이스에 남아 유리 공장을 설립하는 동안 마사는 아이오와주 르클레어에 있는 이즈의 부모님과 함께 살았다. 그들의 거주 방식은 일시적일 예정이었으나, 유리 사업의 실패로 영구적이 되었다. 이즈는 실패한 사업에서 많은 빚을 갚아야 했고, 다시 인양업으로 돌아갔다.
마사는 1852년 10월 콜레라로 사망했다. 그녀는 이즈가 성공하는 것을 보지 못했다. 그녀의 사망 5년 후, 이즈가 강에서 일하는 것을 은퇴했을 때, 그는 50만 달러의 재산을 모았다.
마사 사망 9년 후인 1861년, 이즈는 재혼했다.

## 재산
22세에 이즈는 인양선을 설계하고 두 조선업자 캘빈 케이스와 윌리엄 넬슨에게 도면을 보여주었다. 이즈는 이전 경험도 없고 프로젝트를 위한 자본도 없었지만, 케이스와 넬슨은 그에게 감명받아 세 사람은 파트너가 되었다.
당시 미시시피강에서 난파선을 인양하는 것은 강한 조류 때문에 거의 불가능했다. 이즈는 인양을 통해 초기 재산을 모았는데, 잠수종을 만들고 40 미국 gal (33 영국 gal; 150 l) 와인 통을 사용하여 강배 재난으로 침몰한 물건을 건져냈다. 그는 또한 강바닥에서 침몰한 배의 잔해를 들어 올리기 위한 특수 보트를 고안했다. 이즈는 작업이 너무 위험했기 때문에 직접 잠수 작업을 많이 했다. 그의 작업은 멕시코만에서 아이오와까지 강의 깊이를 탐험하며 이즈에게 강에 대한 깊은 지식을 주었다. 미시시피강에 대한 그의 상세한 지식(어떤 전문 강 조종사와도 견줄 만한), 강 시스템에서 가장 위험한 부분을 항해하는 그의 탁월한 능력, 그리고 그의 개인적인 snag-보트 및 인양선단 덕분에, 그는 미시시피 강 선원들로부터 "선장"이라는 소중한 예우 칭호를 받았고 평생 동안 이즈 선장으로 불렸다.

## 남북 전쟁
1861년, 남북 전쟁 발발 후, 이즈는 친구인 법무장관 에드워드 베이츠의 요청으로 미시시피강 방어에 대해 상의하기 위해 워싱턴으로 불려갔다. 곧이어 그는 미국 해군을 위한 시티급 철갑선을 건설하는 계약을 맺었고, 5개월 만에 7척의 선박을 생산했다. 세인트루이스, 카이로, 카론데렛, 신시내티, 루이빌, 마운드시티, 피츠버그가 그것이다. 그는 또한 강 증기선 뉴 에라를 철갑선 에식스로 개조했다. 이 강 철갑선들은 테네시, 켄터키, 미시시피 상류(1862년 2월~6월)로 진격하는 연방군의 대성공적인 공세에서 중요한 요소였다. 이즈는 서부 함대의 해군 장교들과 자주 서신을 주고받으며, 그들의 "전투 교훈"을 사용하여 전투 후 수리 중에 선박을 개선하고, 다음 세대의 포함에 개선 사항을 통합했다. 전쟁이 끝날 무렵 그는 30척 이상의 강 철갑선을 건조했다.
마지막 선박들은 너무 튼튼해서 해군이 멕시코만으로 보내졌고, 그곳에서 컨페더레이트 항구 도시 모빌에 대한 연방군의 성공적인 공격을 지원했다. 그랜트와 셔먼을 포함한 서부 전역의 모든 고위 장교들은 이즈와 그의 선박들이 서부에서의 초기 승리에 필수적이었다는 데 동의했다. 처음 네 척의 포함은 카론데렛 (미주리주)에 있는 이즈의 유니온 해양 공장에서 건조되었다. 다음 세 척은 이즈의 계약 하에 마운드 시티 (일리노이) 해양 철도 및 조선소에서 건조되었다. 이즈의 선박들은 미국 최초의 전투에 투입된 철갑선이었다. 1862년 1월 11일, 이즈가 건조한 철갑선 세인트루이스와 에식스는 미시시피강의 루카스 벤드에서 컨페더레이트 포함 CSS 제너럴 폴크, CSS 아이비, CSS 잭슨과 교전했다. 이어서 1862년 2월 6일, 이즈의 철갑선들은 테네시강의 헨리 요새를 점령했다. 이는 1862년 3월 8일~9일 햄프턴 로즈 해전에서 철갑선 CSS 버지니아와 USS 모니터의 전투 행동보다 한 달 이상 앞선 것이었다.
전쟁 중에 이즈는 노숙자 컨페더레이트 병사와 연방 동조자들을 돕기 위해 전쟁부에 1,000달러를 수표로 보냈다. 전쟁 후 그는 세인트루이스의 수천 명의 노숙자 난민을 위한 기금을 모으기 위해 박람회를 열었다.

## 미시시피강 다리

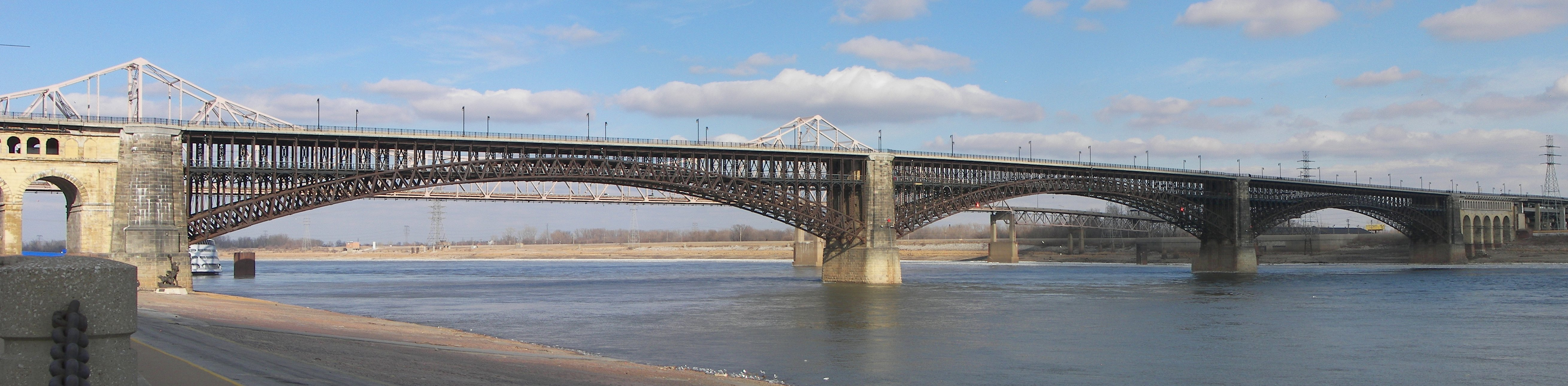
이즈 교, 세인트루이스

이즈는 세인트루이스의 미시시피강을 가로지르는 최초의 도로 및 철도 교량을 설계하고 건설했다. 1867년부터 1874년까지 건설된 이즈 교는 강철을 주 재료로 사용한 최초의 중요한 규모의 교량이었으며, 완공 당시 세계에서 가장 긴 홍예교였다. 이즈는 외팔보 방식을 사용한 최초의 교량 건설자였으며, 이는 건설 중에도 증기선이 강을 계속 사용할 수 있도록 했다. 이 다리는 오늘날에도 자동차와 라이트 레일 교통을 강 건너편으로 운반하며 사용되고 있다.

## 미시시피강 설계
루이지애나주 뉴올리언스 항구와 멕시코만 사이 100마일 이상 구간의 미시시피강은 종종 하구의 침전으로 인해 배가 좌초되거나 강 일부가 일정 기간 동안 항해 불가능하게 되는 문제가 있었다. 이즈는 강 본류를 좁히는 목재 방파제 시스템으로 이 문제를 해결하여 강물의 속도를 높이고 수로를 더 깊이 파게 하여 연중 항해가 가능하게 했다. 이즈는 먼저 방파제를 건설하고 나중에 정부에 비용을 청구하겠다고 제안했다. 그가 성공하여 방파제가 20년 동안 강이 30피트 깊이의 수로를 파도록 한다면, 정부는 그에게 800만 달러를 지불하기로 동의했다. 방파제 시스템은 1876년에 설치되었고 수로는 1877년 2월에 개통되었다.
이즈를 5년 동안 알고 지낸 언론인 조지프 퓰리처는 이 프로젝트에 2만 달러를 투자했다. 1879년에 미시시피강 하구에 설치된 이즈의 방파제 설계는 성공적임이 입증되었다. 1890년의 홍수는 미시시피강 전체에 유사한 시스템을 요구하는 목소리를 높였다. 방파제 시스템은 본류를 깊게 함으로써 홍수를 방지할 수 있었다. 그러나 방파제 시스템을 통해 흐르는 물이 강바닥의 암석과 점토를 깎아낼 수 있는지에 대한 우려가 있었다. 미시시피강 하구의 항해 가능한 수로 개발로 이즈는 유명해졌다.
1982년 미국토목학회는 남쪽 통로 방파제를 국가 역사 토목 공학 기념물로 지정했다.

## 기타 작업

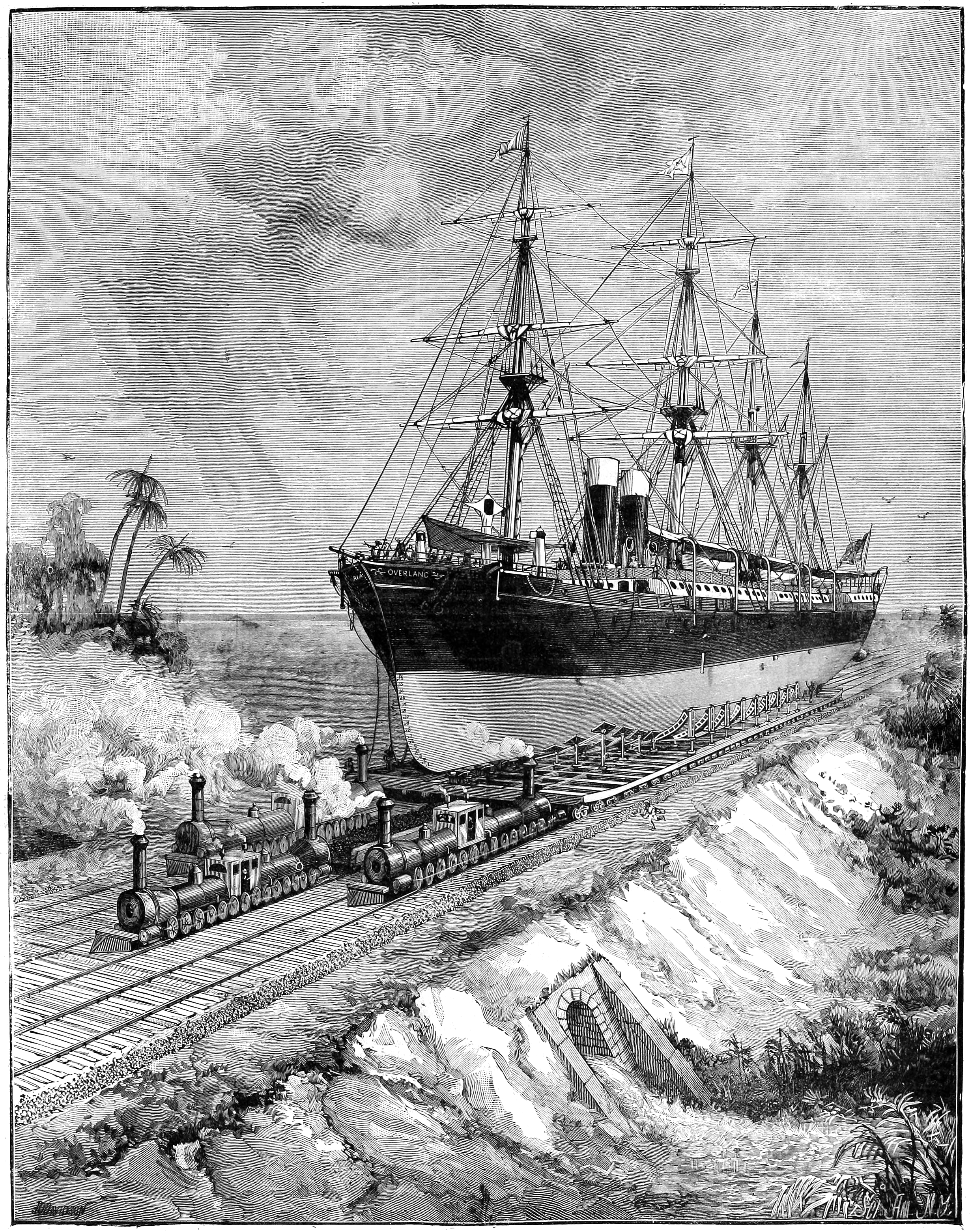
이즈의 대양 횡단 선박 철도 제안을 보여주는 당시의 삽화

이즈는 테우안테펙 지협에 건설할 거대한 철도 시스템을 설계했는데, 이는 멕시코만에서 태평양까지 대양을 항해하는 선박을 지협을 가로질러 운반할 수 있는 것이었다. 이 제안은 일부 관심을 끌었으나 실제로 건설되지는 않았다.
1884년에 그는 왕립예술협회 앨버트 훈장을 받은 최초의 미국 시민이 되었다.

## 말년과 죽음
겸손한 배경에서 태어났지만, 이즈는 평생 동안 이룬 업적으로 부와 명성을 얻었다. 그는 너무나 존경받아 사이언티픽 아메리칸은 그가 미국 대통령 선거에 출마할 것을 제안하기도 했다.
이즈는 66세의 나이로 나소 (바하마)에서 휴가 중 사망했다. 이즈와 그의 두 번째 아내 유니스 (Eunice)는 사망하기 4년 전 뉴욕으로 이주했다. 그러나 그의 장례식은 세인트루이스에서 거행되었고, 그는 세인트루이스 (미주리주)의 벨폰테인 묘지에 있는 가족 묘지에 안장되었다.

## 유산

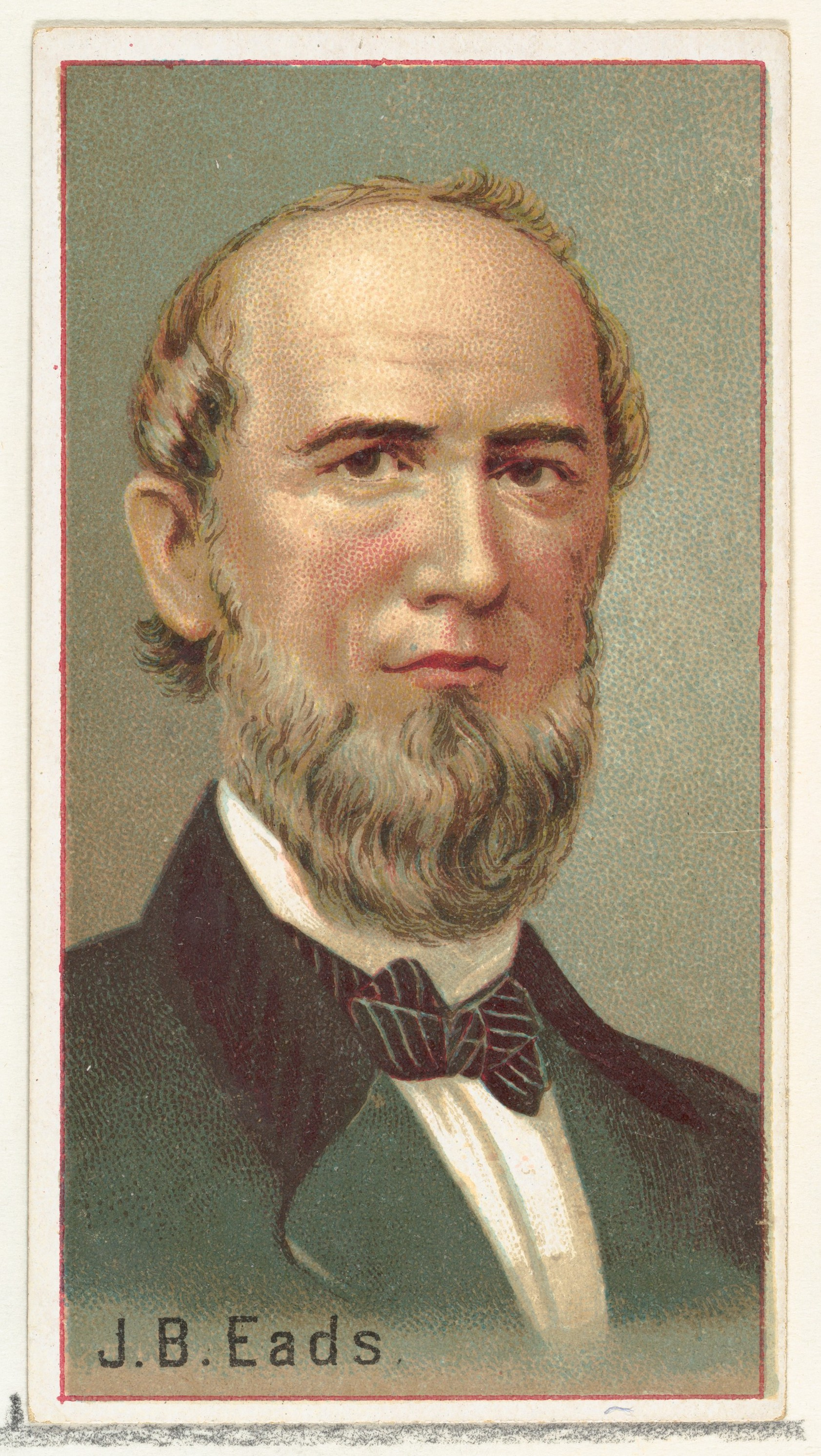
1888년 앨런 & 긴터 담배를 위한 세계 발명가 기념 앨범(A25) 인쇄물 견본의 J. B. 이즈 컬러 석판화

이즈 (테네시주), 이즈 (콜로라도주), 포트 이즈 (루이지애나주)는 그의 이름을 따서 명명되었다.
그의 고향인 로렌스버그를 통과하는 미국 50번 국도는 그의 이름을 기려 이즈 파크웨이(Eads Parkway)라고 불린다.
이즈 스트리트(Eads Street)는 버지니아주 알링턴 크리스털 시티의 미국 1번 국도/리치먼드 하이웨이와 평행하게 달리는 거리이다.
1920년, 이즈는 뉴욕 브롱크스 커뮤니티 칼리지 부지에 있는 위대한 미국인 명예의 전당 콜로네이드에 추가되었다.
이즈는 세인트루이스 워싱턴 대학교에서 제임스 B. 이즈 홀로 기념되고 있으며, 이 건물은 19세기 건물로 과학 및 기술과 오랫동안 연관되어 왔다. 이즈 홀은 아서 홀리 콤프턴 교수의 노벨상 수상 전자기 복사 실험이 이루어진 곳이었다. 오늘날 이즈 홀은 워싱턴 대학교의 예술 및 과학 컴퓨팅 센터를 포함한 여러 시설의 장소로 계속 사용되고 있다. 이즈 홀은 이즈 선장의 딸 제임스 피니 하우 여사가 기증한 것이다.
매년 세인트루이스 과학 아카데미는 과학 및 기술 분야에서 뛰어난 업적을 인정하는 제임스 B. 이즈 상을 수여한다.
이즈는 세인트루이스 명예의 거리에 별로 인정받았다.
1927년, 미국 공과대학 학장들은 이즈를 레오나르도 다 빈치, 제임스 와트, 페르디낭 드 레셉스, 토머스 에디슨과 함께 역사상 최고의 엔지니어 5인 중 한 명으로 선정했다.
이즈 교는 1964년 내무부에 의해 미국 국립역사기념물로 지정되었고, 1974년 10월 21일 미국토목학회에 의해 국가 역사 토목 공학 기념물로 등재되었다. 또한 1974년 운행 100주년을 기념하여 미국강철건설협회로부터 특별 공로상을 수상했다. 이즈는 또한 미시시피강 남쪽 통로의 방파제를 설계했으며, 이는 1982년 국가 역사 토목 공학 기념물로 지정되었다.

## 내용주
1. ↑  How 1900: pp. 118-119.
2. ↑  How 1900: p. 105. "His reputation was world-wide."
3. ↑  “Secrets of A Master Builder”. PBS. 2012년 9월 26일에 확인함.
4. 1 2 3 4 5 6 7 8 9 10 11 12 13  Shepley, Carol Ferring (2008). 《Movers and Shakers, Scalawags and Suffragettes: Tales from Bellefontaine Cemetery》. St. Louis, Missouri: Missouri History Museum.
5. 1 2 3 4  PBS. “People & Events: James Buchanan Eads, 1820 —1887”. 《PBS American Experience》. PBS. 2016년 6월 10일에 확인함.
6. ↑  How 1900: p. 12.
7. ↑  How 1900: pp. 25-26. Eads received "a telegram calling him to Washington for consultation on the best method of defending and occupying the Western rivers."
8. ↑  Gunboats on the Mississippi
9. ↑  How 1900: pp. 32-33.
10. ↑  "Ironclads" 보관됨 2011-02-04 - 웨이백 머신, St. Louis County, Missouri, US GenNet
11. ↑   Gilman, D. C.; Thurston, H. T.; Colby, F. M., 편집. (1905). 〈Eads, James Buchanan〉. 《신 국제 사전》 1판. New York: Dodd, Mead.
12. ↑  Eads Jetties Plaque, Fort Jackson, LA.
13. ↑  “The Mississippi Jetties.; Operation of the System Shown in the Recent Flood from the Ohio River” (pdf). 《New York Times》. 1877년 2월 5일. 1면. 2009년 1월 10일에 확인함.
14. ↑  James McGrath Morris (2010). 《Pulitzer: A Life in Politics, Print, and Power》. HarperCollins Publishers. 103 and 112쪽.
15. ↑  Pabis, George S. “Delaying the Deluge: The Engineering Debate over Flood Control on the Lower Mississippi River, 1846-1861.” The Journal of Southern History, vol. 64, no. 3, 1998, pp. 421–54. JSTOR website Retrieved 5 May 2025.
16. ↑  “Fighting Against Nature; How to Prevent the Recurring (sic) Mississippi Floods. The Jetty Plan of No Practical Benefit in Solving this Important Problem for the Country.” (pdf). 《New York Times》. 1890년 4월 28일. 1면. 2009년 1월 10일에 확인함.
17. ↑  Anon. “EADS SOUTH PASS NAVIGATION WORKS”. 《American Society of Civil Engineers》. ASCE. 2021년 4월 23일에 원본 문서에서 보존된 문서. 2021년 5월 20일에 확인함.
18. ↑  “James B. Eads Hall”. 《Washington University in St. Louis》. 2024년 7월 16일. 2024년 7월 16일에 원본 문서에서 보존된 문서. 2025년 1월 13일에 확인함.
19. ↑  St. Louis Walk of Fame. “St. Louis Walk of Fame Inductees”. stlouiswalkoffame.org. 2012년 10월 31일에 원본 문서에서 보존된 문서. 2013년 4월 25일에 확인함.